# Maria Eich (Ebnat)

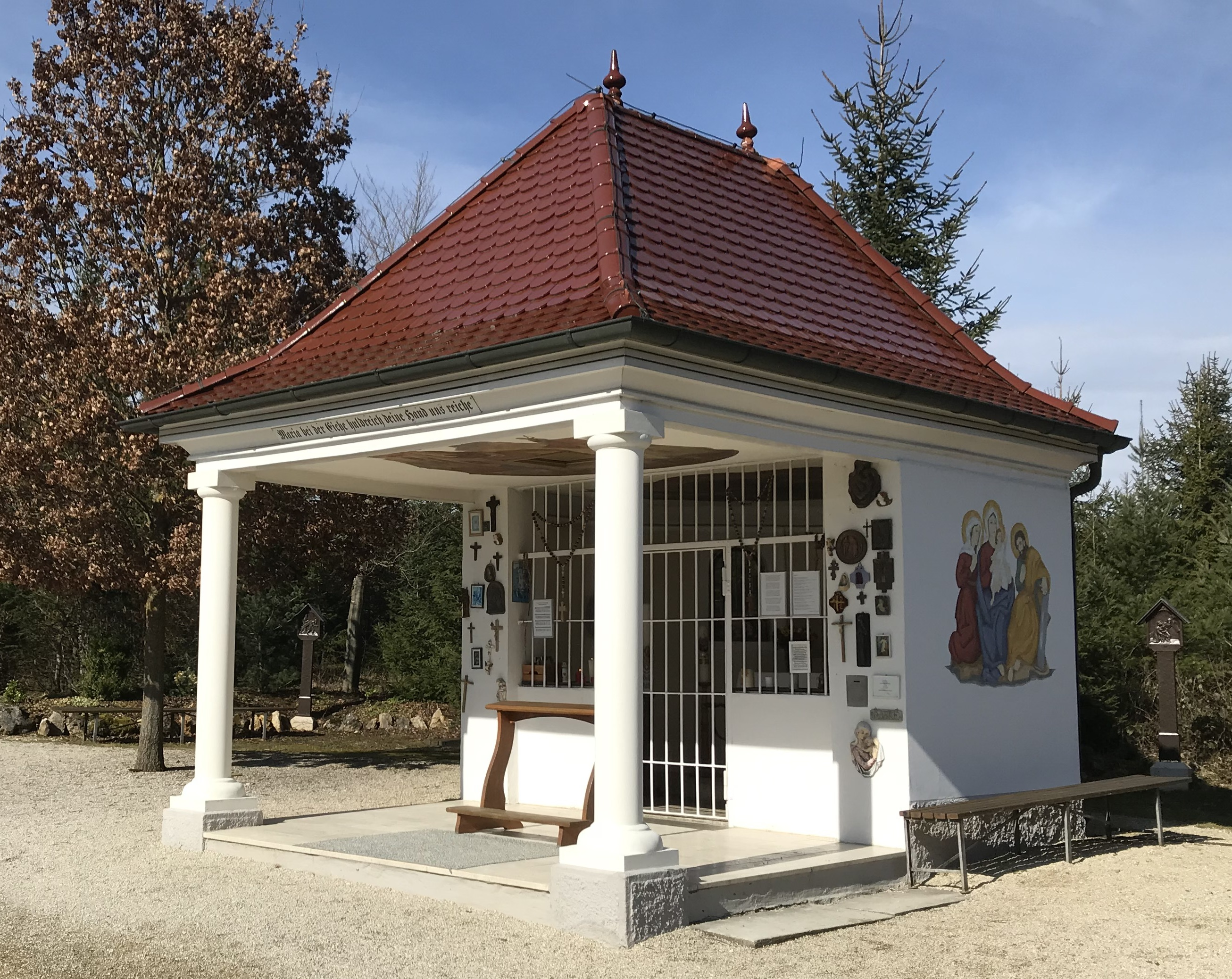
Wallfahrtskapelle Maria Eich

Maria bei der Eiche, üblicherweise Maria Eich genannt, ist eine der Heiligen Maria geweihte katholische Wald- und Wallfahrtskapelle bei Ebnat in Baden-Württemberg. Der im Jahre 1925 errichtete heutige Bau geht auf eine 1686 in eine Eiche eingebaute Gebetsstätte zurück. Sie liegt im Waldgebiet „Scheiterhau“ vierhundert Metern westlich vom Wanderparkplatz am südwestlichen Ortsrand von Ebnat.

## Geschichte

### Gebetsstätte in einer Eiche (1686)
Im Jahre 1686 begründeten Christoph Uhl, Paul Baumgartner und Franz Strobel, drei junge Ebnater Hirten im Alter zwischen dreizehn und zwanzig Jahren, die Gebetsstätte „Maria bei der Eiche“. Sie höhlten in einer Eiche eine etwa 60 Zentimeter große Nische aus und stellten zwei aus Ton geformte Marienfiguren und Heiligenbilder darin auf. Drei Jahre später wurde ein Holzverschlag errichtet, um die Besucher vor schlechter Witterung zu schützen.

### Barocke Marienstatue (1692) und Holzkapelle (1738)
1692 setzten Unbekannte eine barocke, bemalte Muttergottesfigur aus Holz, Maria mit dem Kinde, stehend, in die Nische ein. Um 1720 wurden von „Maria bei der Eiche“ Gebetserhörungen genannt. 1738 wurde die morsch gewordene Eiche gefällt und eine einfache Holzkapelle errichtet, an der Wachs- und Kerzenopfer niedergelegt und Votivtäfelchen angebracht wurden.
Ebnat, das seit 1821 zur damals neu gegründeten Diözese Rottenburg gehört, war zuvor Teil des Bistums Augsburg. 1731 wurden vom Bischöflichen Ordinariat Augsburg jegliche „Solemnitäten“ (Festlichkeiten) bei Maria Eich verboten.
1738 veranlasste der Augsburger Fürstbischof Johann Franz Schenk von Stauffenberg eine Überprüfung der Wallfahrt. Er ließ Christoph Uhl, den jüngsten der drei Gründer der Gebetsstätte, der als einziger den Aufschwung von Maria Eich miterlebt hatte, Kirchenpfleger in Ebnat war und 1754 im Alter von über achtzig Jahren starb, Angaben über die Entstehungsgeschichte machen. 1744 lehnte sein Nachfolger, Fürstbischof Joseph Ignaz Philipp von Hessen-Darmstadt, ein Zelebrationsgesuch für die Kapelle ab, wodurch Messfeiern dort endgültig verboten waren. Es wurde angeordnet, das Gnadenbild von Maria Eich in die Ebnater Pfarrkirche zu übertragen, und dazu ein Ablass gewährt.

### Aufstellung der Marienstatue in der Ebnater Pfarrkirche und Abriss der Holzkapelle (1745)
1720 wurde die ursprünglich romanische katholische Ebnater Pfarrkirche Mariä Unbefleckte Empfängnis, die 1481 bis 1485 durch einen gotischen Neubau ersetzt worden war, bis auf den Turm abgerissen. 1725 wurde eine neue barocke Pfarrkirche, die heutige „Alte Kirche“, geweiht. Die unteren Geschosse des heutigen Turms stammen noch von der ersten Vorgängerkirche.

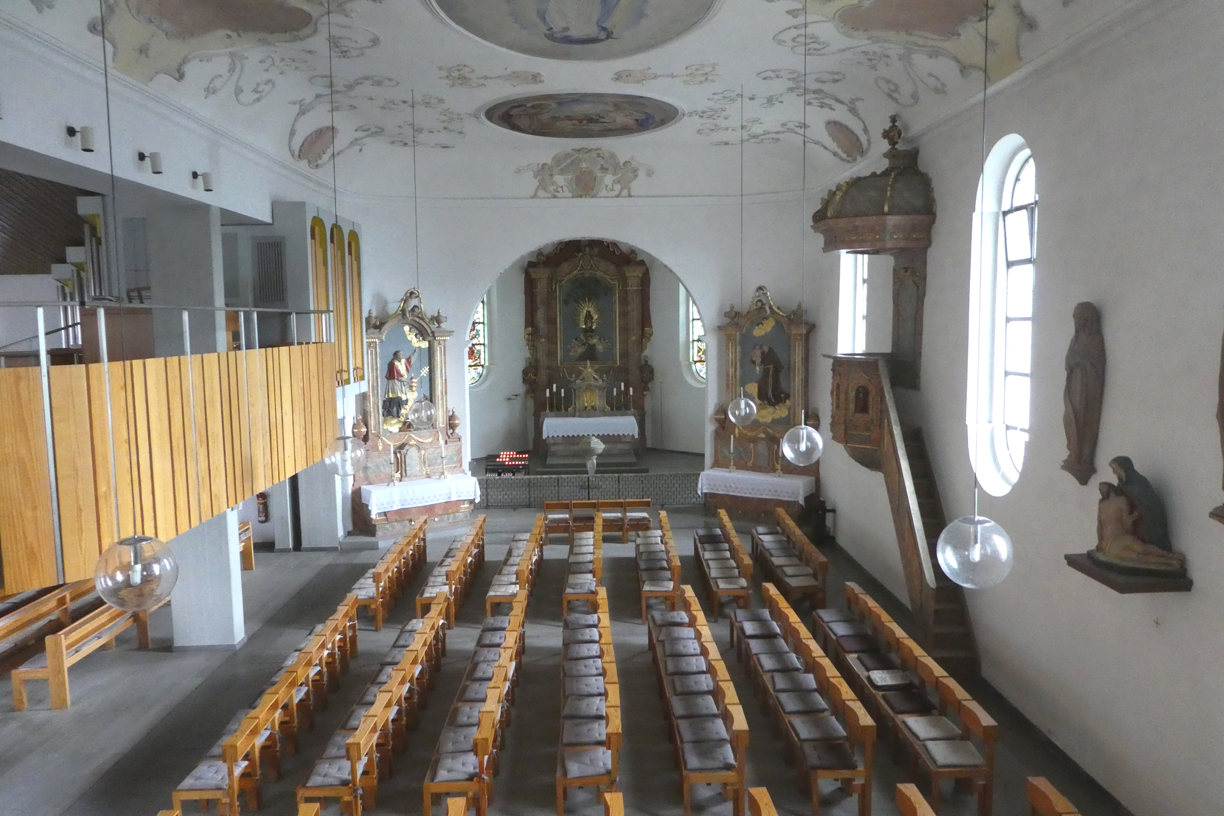
Blick in den Chor der Ebnater Pfarrkirche mit dem Gnadenbild über dem Hochaltar

Auf Grund der bischöflichen Anordnung von 1744 wurde die barocke Marienstatue aus dem Jahr 1692 am 30. Mai 1745 in einer feierlichen Prozession von Maria Eich in die Ebnater Pfarrkirche übertragen und dort auf einem kleinen Holzaltar aufgestellt. Gleichzeitig wurde die Holzkapelle Maria Eich abgerissen.
1791 wurden in der Ebnater Pfarrkirche die bisherigen Altäre entfernt und durch neue Altäre im Stil des klassizistischen Barocks ersetzt. Seit 1792, hundert Jahre nach ihrer Aufstellung in der Eiche im Waldgebiet „Scheiterhau“, hat die Marienstatue ihren heutigen Platz über dem damals neu errichteten Hochaltar, der aus der Halbplastik einer Eiche und einer Gloriole besteht, in die das Gnadenbild eingesetzt wurde.

### Steinerner Bildstock an der Stelle der Holzkapelle (1854)
1854 wurde an der Stelle der ehemaligen Waldkapelle in privater Initiative ein steinerner Bildstock errichtet, zu dem ab 1859 Wallfahrten veranstaltet wurden.

### Heutige Kapelle (1925)

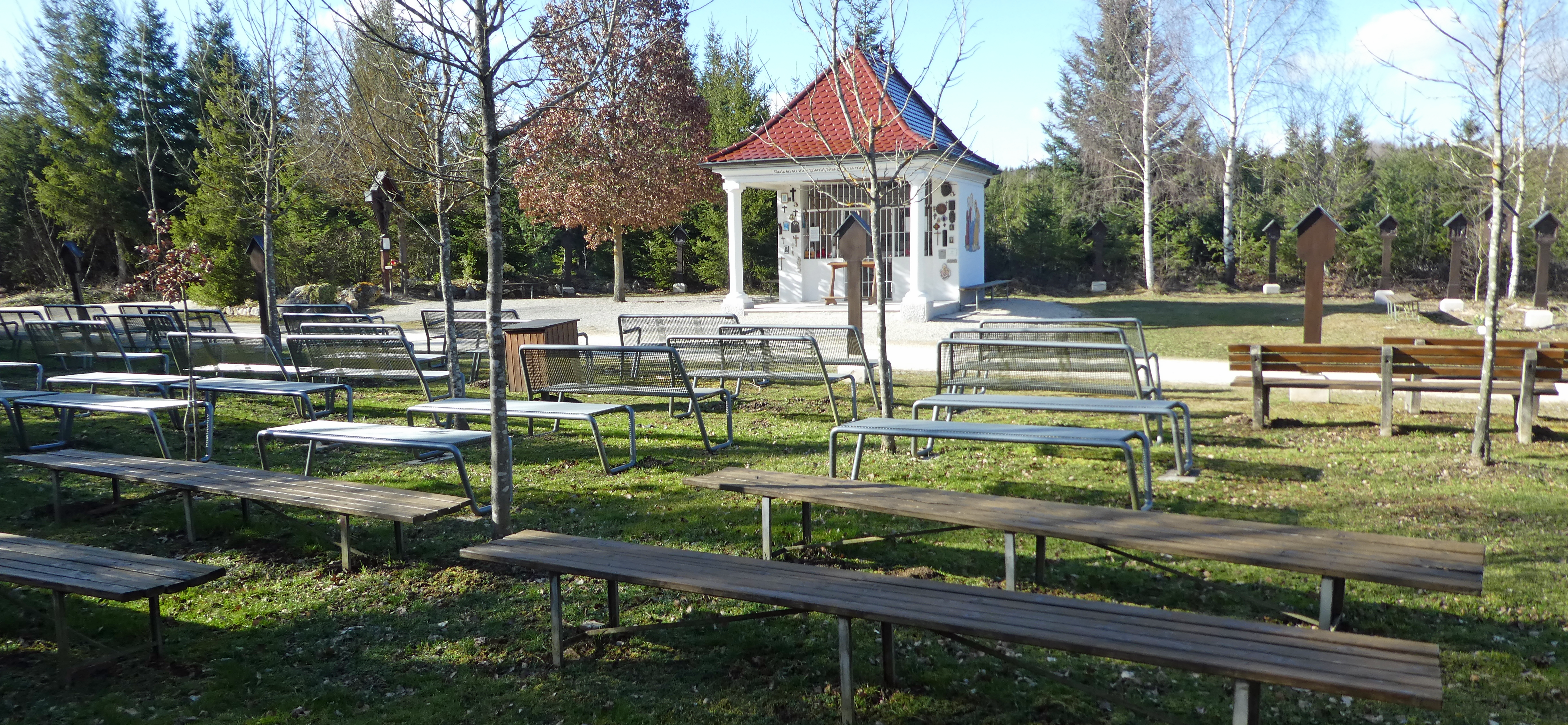
Wallfahrtsstätte Maria Eich

1924 wurde die heutige Kapelle geplant und am 17. Mai 1925 eingeweiht. Am 20. September wurde eine vom Ellwanger Bildhauer Viktor Geiselhart angefertigte und von Theresia Retzer gestiftete Marienstatue in der Kapelle eingesetzt und geweiht. In den 1920er Jahren bildete sich die Tradition des jährlichen „Festes der Ebnater Freude“ heraus.

#### Zeit des Nationalsozialismus (1933–1945)
In den ersten Jahren der nationalsozialistischen Herrschaft zogen 1933 und 1934 über zweitausend Besucher anlässlich des „Festes der Ebnater Freude“ zur Waldkapelle.
1936 wurde das holzgeschnitzte Marienbild am Kapellenvorplatz aufgestellt. Es basiert auf dem Gemälde „Zuflucht der Sünder“ von Luigi Crosio (1898). Dieses Mater-Ter-Admirabilis-Bild oder kurz MTA-Bild ist die zentrale Devotionalie der Schönstattbewegung. Über der geschnitzten Maria mit Kind stehen die Buchstaben MTA, darunter steht der ebenfalls aus der Schönstattbewegung stammende Spruch „Servus Mariae nunquam peribit“ (dt.: Ein Diener Mariens wird niemals untergehen).
Zwischen 1936 und 1938 wurden das Votivkreuz und die vierzehn holzgeschnitzten Kreuzwegstationen errichtet.
Im Kriegsjahr 1942 kamen über 4000 Pilger zur Feier der 250. Wiederkehr der Einfügung der barocken Marienfigur in die Eiche im Jahre 1692. Dies erregte Ärger bei der nationalsozialistischen Führung der Gemeinde. Ortspfarrer Anton Sorg wurde für zwei Tage in Gewahrsam genommen und polizeilich verhört. Da jedoch viele Frontsoldaten, die sich im Heimaturlaub befanden, unter den Pilgern waren, ließ man die Angelegenheit auf sich beruhen. Der Freskenschmuck entstand im Zusammenhang mit einer Renovierung im Jahre 1943.

#### Nach dem Zweiten Weltkrieg (seit 1945)
Seit dem Ende des Zweiten Weltkriegs erlangte die Kapelle durch Sternwallfahrten und prominente Besucher überregionale Bedeutung. 1954 besuchte Bischof Carl Joseph Leiprecht von Rottenburg die Waldkapelle anlässlich des damals von Papst Pius XII. ausgerufenen Marianischen Jahres. 1958 besuchte Bischof Joseph Kiwánuka von Masaka in Uganda, der spätere Erzbischof von Kampala, das Marienheiligtum. 1999 feierte der Bund der Vertriebenen das 50. Jubiläum seiner seit 1949 alljährlich abgehaltenen jährlichen Sternwallfahrt.
1967 und 1968 wurden Bildstelen an den Wegen zur Kapelle aufgestellt. In der Nacht vom 22. zum 23. April 1979 wurde die Kapelle aufgebrochen und die Marienstatue gestohlen. Sie wurde am 20. Mai 1979 im Rahmen einer festlichen Prozession mit einer neu gestifteten Madonnenfigur ersetzt. Im Jahr 2000 wurde die Kapelle zu ihrem 75. Jubiläum restauriert.

## Bilder

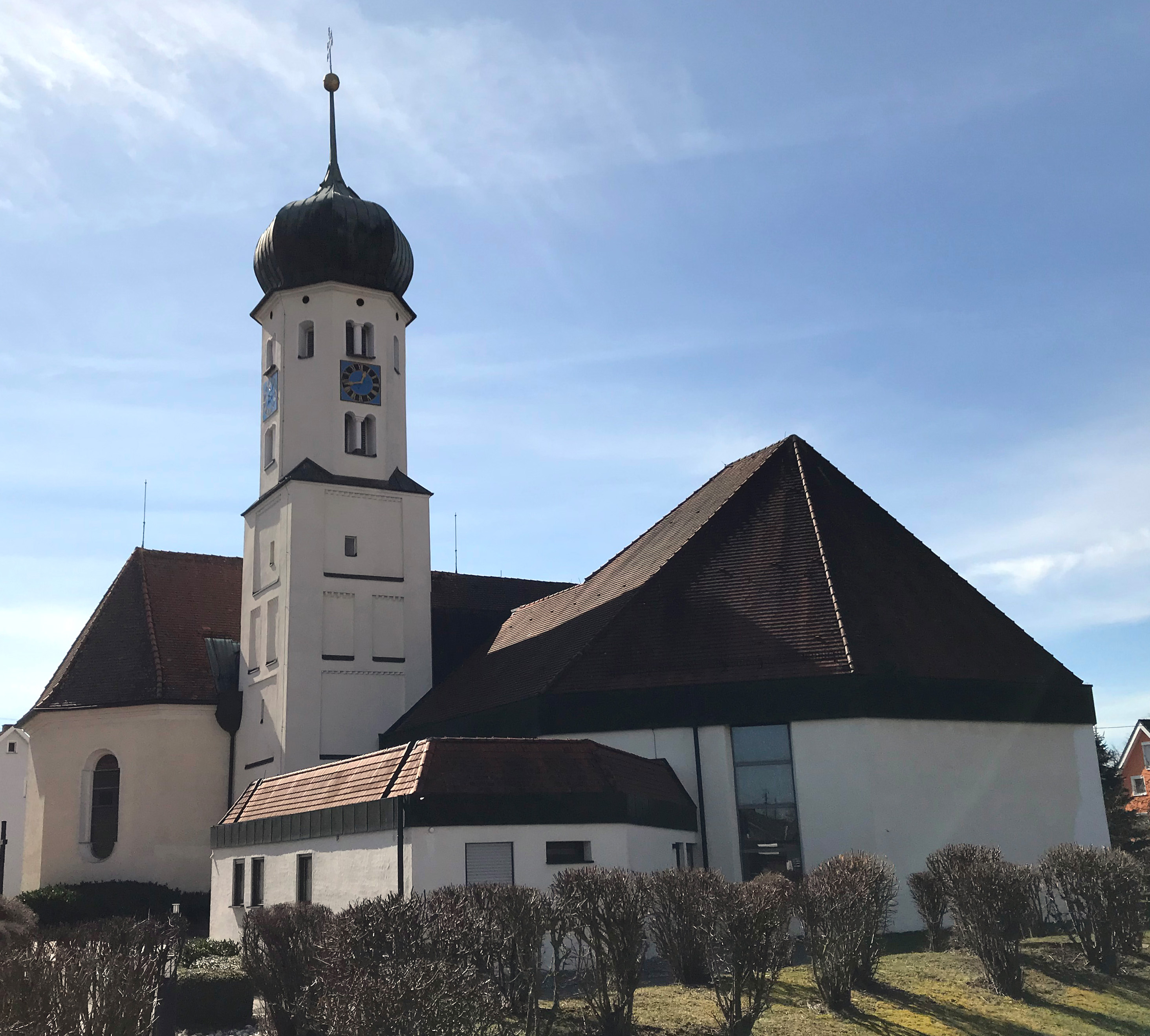
Ebnater Pfarrkirche Mariä Unbefleckte Empfängnis
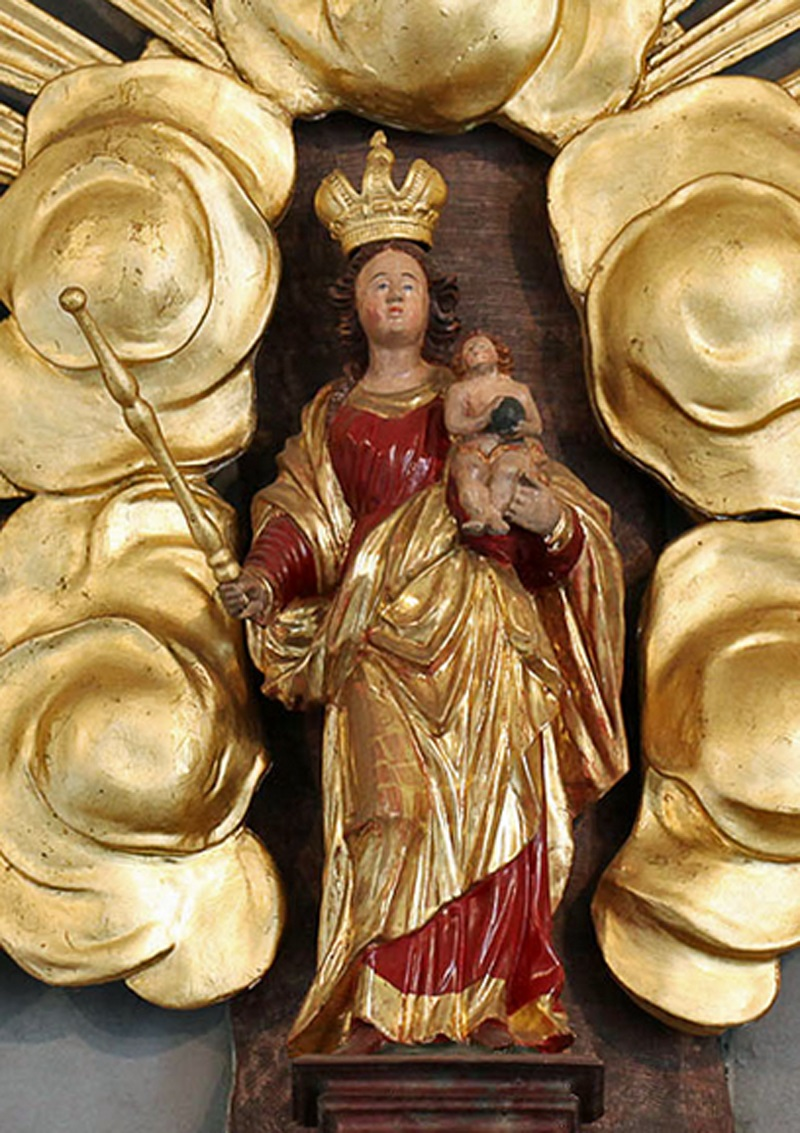
Barocke Marienfigur (1692), heute über dem Hochaltar der Ebnater Pfarrkirche
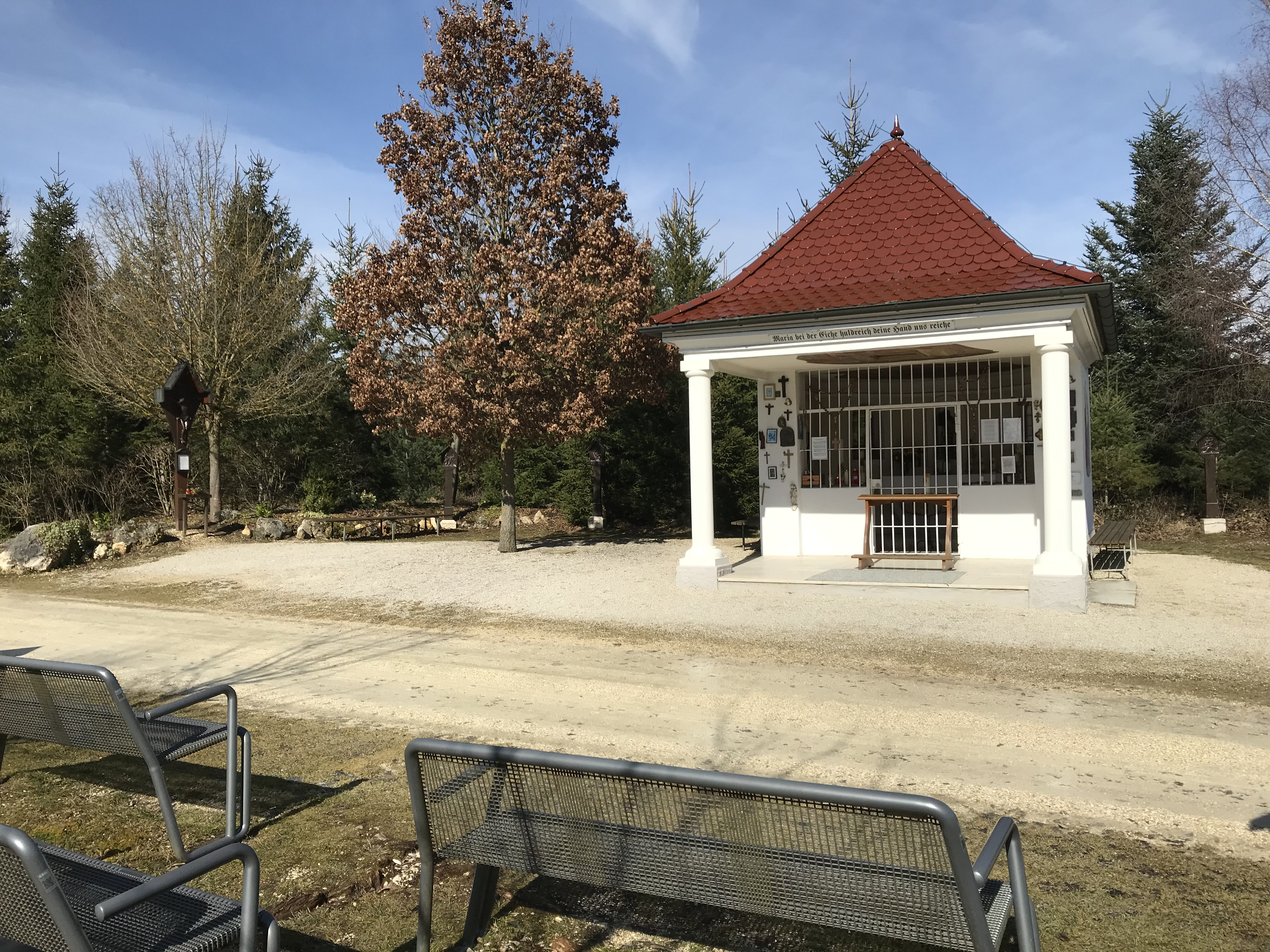
Wallfahrtskapelle Maria Eich (1925) mit Votivkreuz und Kreuzwegstationen (1938)
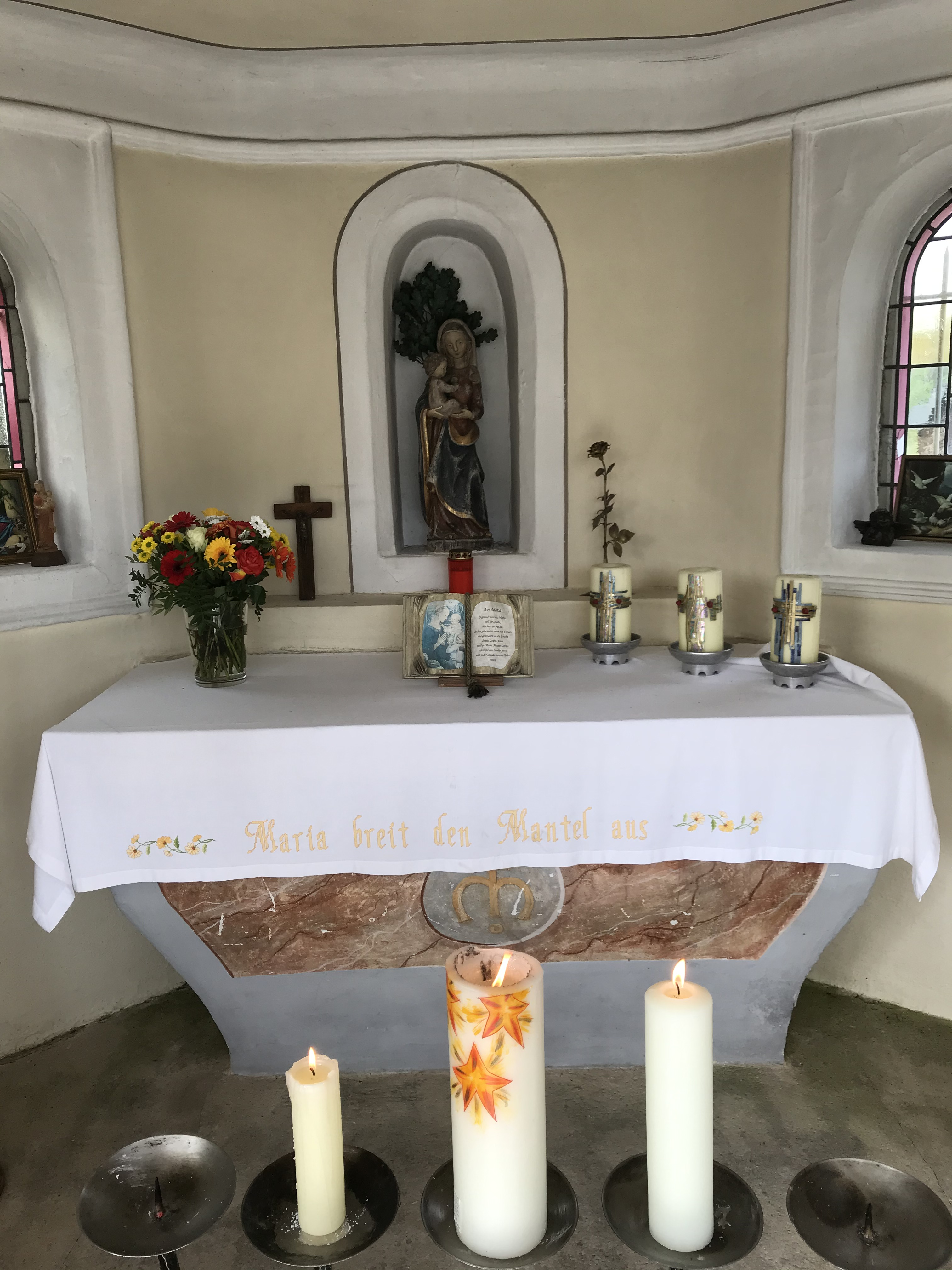
Blick ins Innere der Kapelle Maria Eich
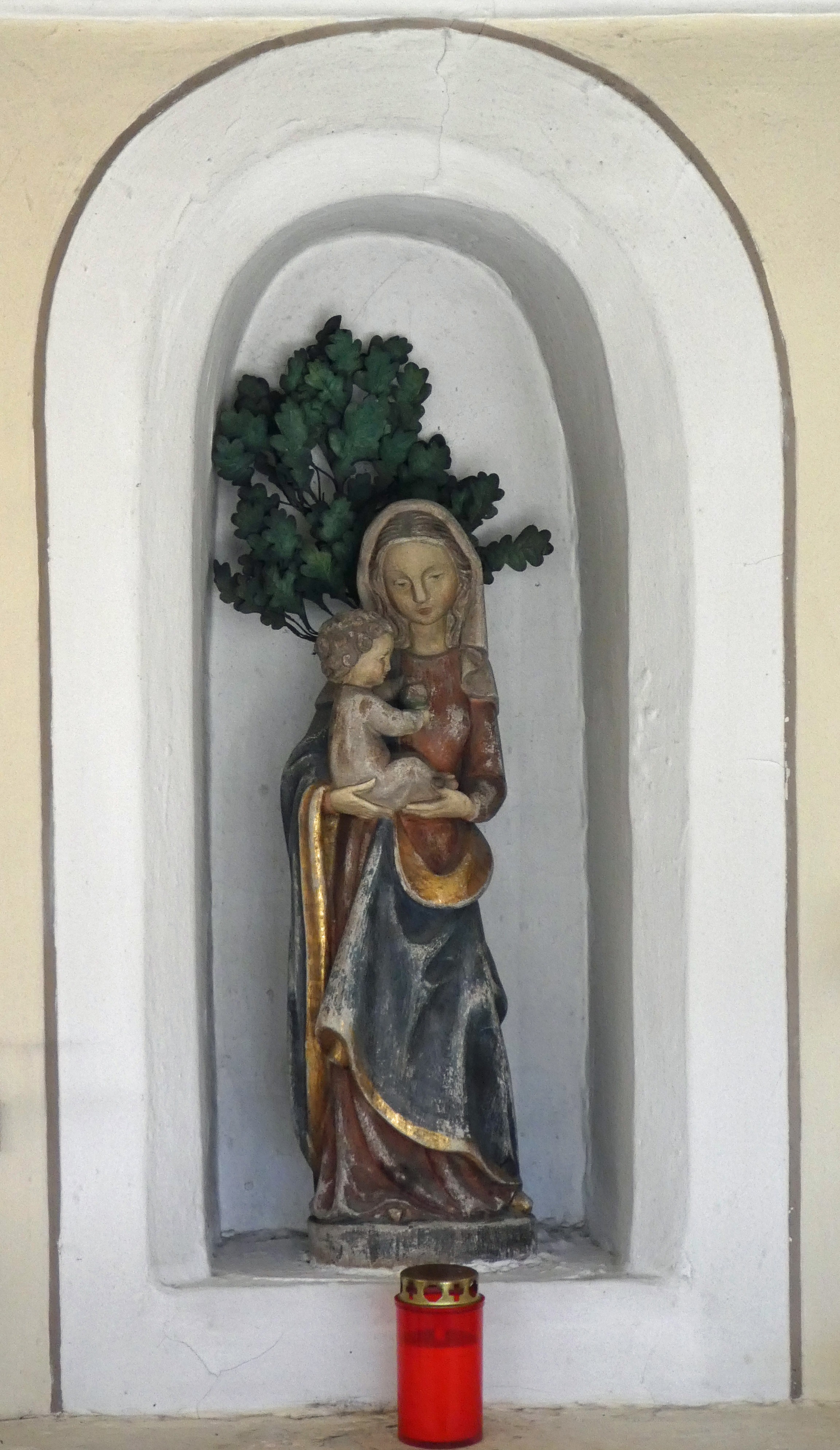
Marienstatue in der Kapelle Maria Eich (1979)
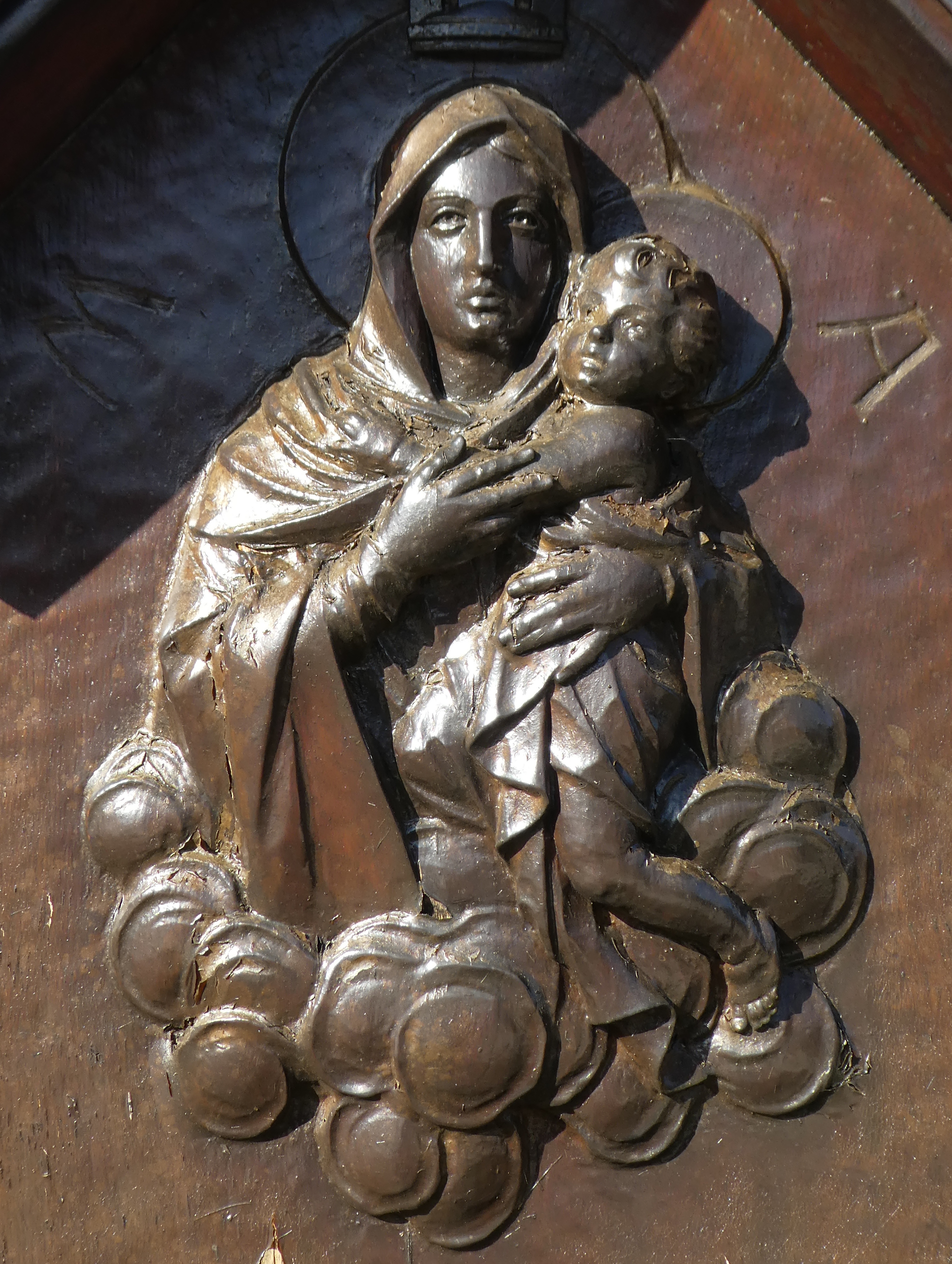
Geschnitztes MTA-Marienbild auf dem Vorplatz von Maria Eich (1936)
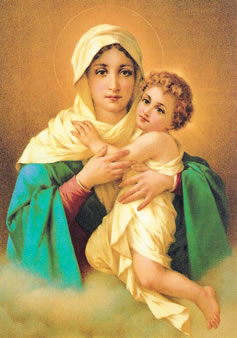
„Zuflucht der Sünder“ von Luigi Crosio (1898), Vorlage des MTA-Marienbilds von Maria Eich
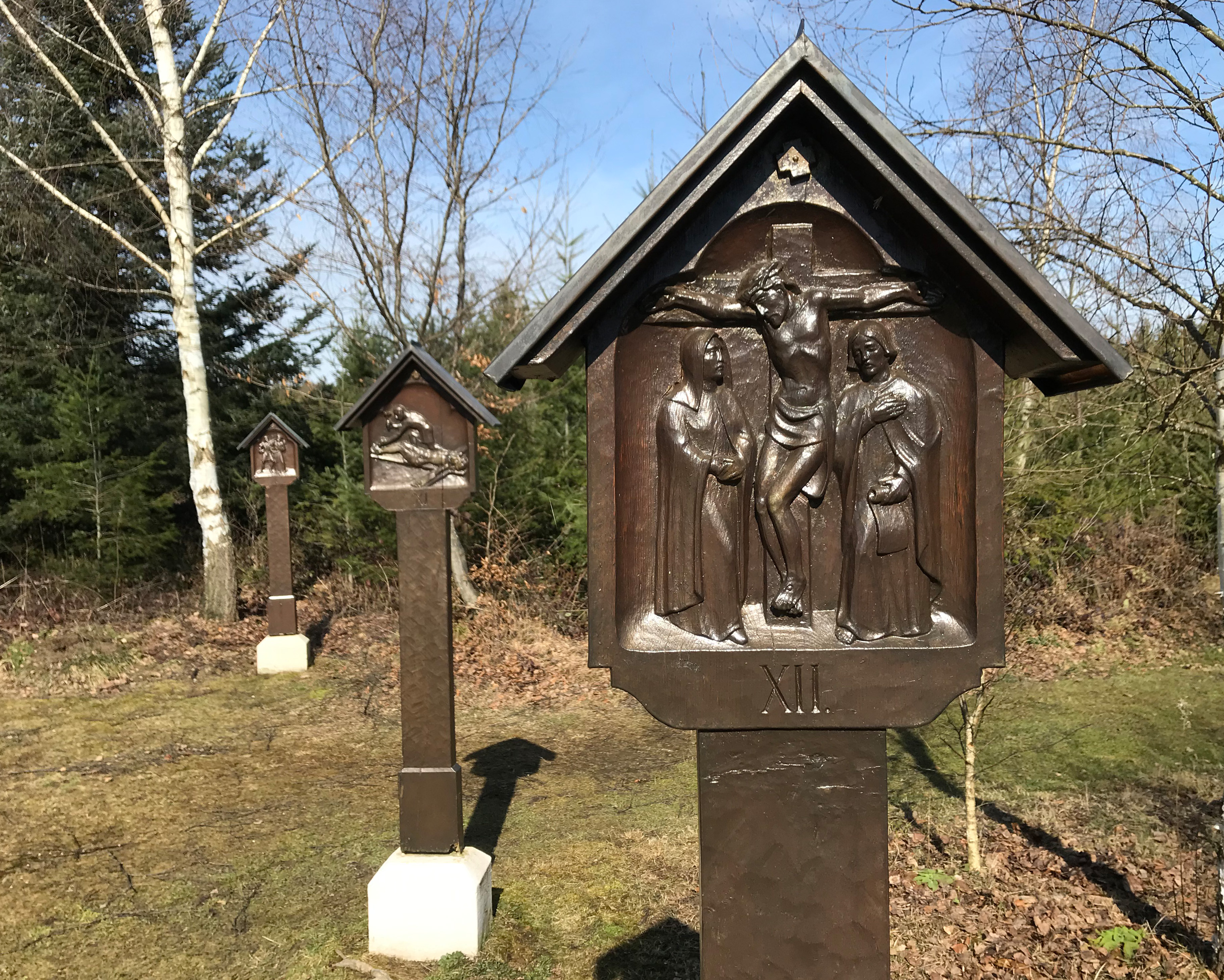
Stationen 10 bis 12 des Kreuzweges bei Maria Eich (1938)

## Sonstiges

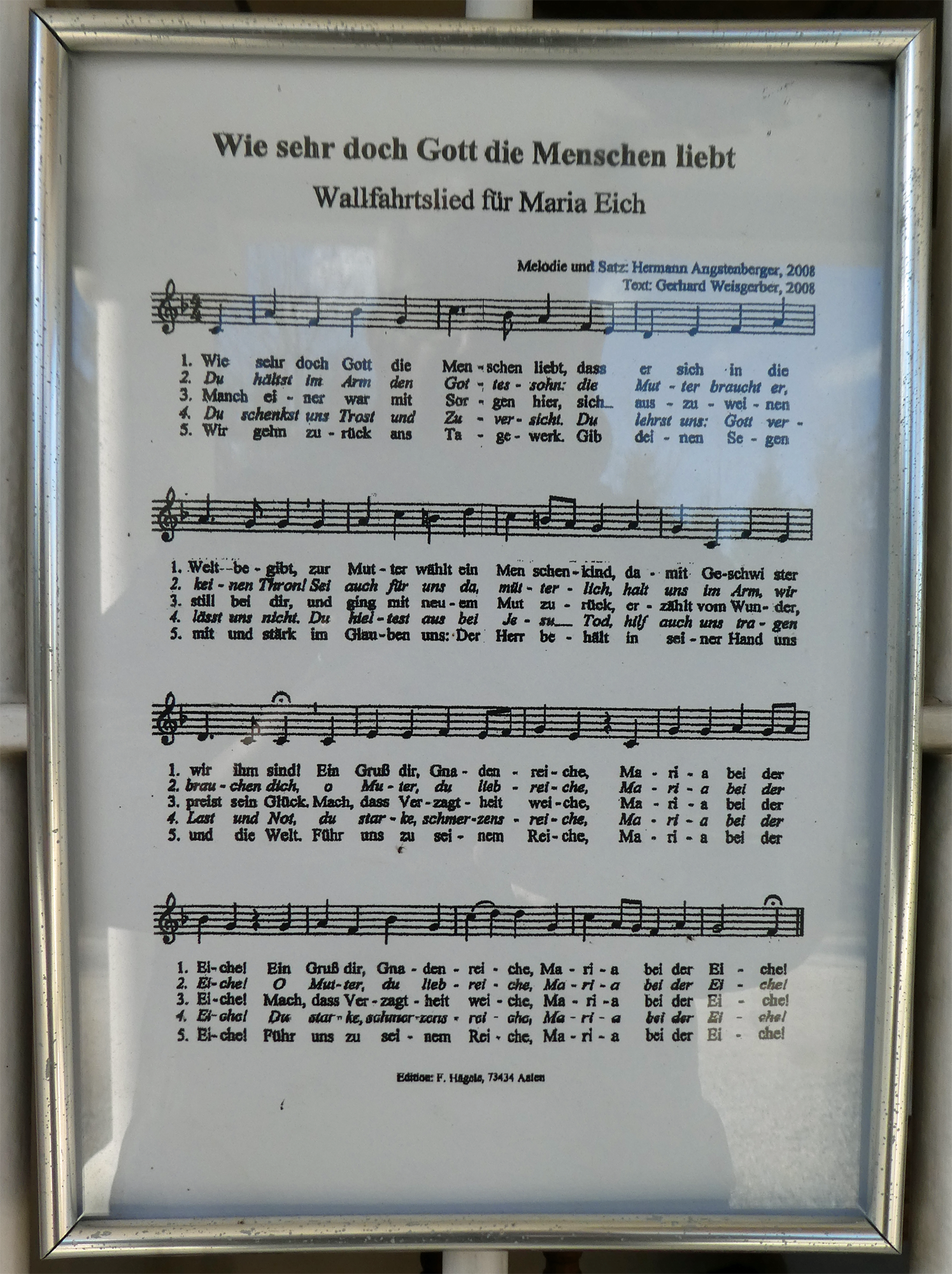
Wallfahrtslied für Maria Eich

### Fest der Ebnater Freude
Zum Gedenken an die Übertragung der barocken Marienstatue von Maria Eich in die Ebnater Pfarrkirche am 30. Mai 1745 wird seit den 1920er Jahren das jährliche „Fest der Ebnater Freude“ mit einer Wallfahrt und anschließender Eucharistiefeier bei der Kapelle begangen. Während das historische Ereignis am sechsten Sonntag nach Ostern, dem Sonntag vor dem Pfingstfest des Jahres 1745 stattfand, wird das Wallfahrtsfest heute immer am sechsten Sonntag der Osterzeit (entspricht dem fünften Sonntag nach Ostern), dem Sonntag vor Christi Himmelfahrt, veranstaltet.

### Wallfahrtslied
„Wie sehr doch Gott die Menschen liebt“ von Hermann Angstenberger (Melodie und Satz) und Gerhard Wiesgerber (Text) aus dem Jahr 2008 ist das Wallfahrtslied für Maria Eich.

### Bushaltestelle „Ebnat Maria Eich“
An der L1084 zwischen Unterkochen und Ebnat befindet sich einen Kilometer nordöstlich der Kapelle die Bushaltestelle „Ebnat Maria Eich“.